# Mine de Panasqueira
 (mars 2025).
La mine de Panasqueira est une mine souterraine de tungstène située au Portugal.
Mina da Panasqueira, ou Mines de Panasqueira, est le nom générique de l'ensemble des exploitations minières situées entre Cabeço do Pião (municipalité de Fundão) et le village de Panasqueira (municipalité de Covilhã), qui ont fonctionné de manière techniquement intégrée et continue pratiquement depuis leur découverte. Elles ont ensuite été fusionnées en une seule entité administrative appelée Couto Mineiro da Panasqueira, dont le dernier acte de délimitation date du 9 mars 1971, puis en l'actuelle concession minière C18 (16 décembre 1992). Les installations minières sont actuellement centralisées dans la zone Barroca Grande - Aldeia de S. Francisco de Assis (Covilhã), où se déroulent actuellement l'exploration souterraine, l'extraction et le traitement du minerai.
Il s'agit d'une mine qui fonctionne depuis 120 ans, pratiquement sans interruption, et qui a un fort impact sur l'identité, l'histoire et la société actuelle de Beira Interior. Elle constitue également une référence dans le secteur du tungstène au niveau mondial, non seulement en raison de la qualité et du volume de la production, de la durée de son exploitation et de sa capacité d'adaptation, mais aussi en raison de la maturité des solutions techniques, tant dans la mine que dans le traitement du minerai.
Les principaux minerais exploités sont le cuivre et le tungstène.

## Histoire

### Origine du nom[1]
Minas da Panasqueira tire son nom de l'endroit où l'exploitation minière a commencé. À la fin du XIXe siècle, la région était couverte de carqueja, de genêts et de diverses espèces de sous-bois, parsemés de pins. Le sol caillouteux est très ingrat pour la culture de graines ou de céréales. Les habitants du village voisin de Cebola (aujourd'hui São Jorge da Beira) ont profité de la moindre courbure des pentes pour aménager des terrasses où ils ont planté des pommes de terre, du maïs ou des pâturages. Ainsi, dans trois petites vallées (Madurrada, Vale Torto et Panasqueira), de petites zones de culture ont été créées, divisées en plusieurs leirões et agrémentées de quelques arbres fruitiers et de grands châtaigniers.
C'est dans la dernière de ces vallées (Panasqueira) que les travaux miniers ont commencé et que la première station de lavage a été construite. Le nom de cette vallée dérive de panasco, nom commun donné à plusieurs types d'herbes (Dactylis, Agrostis) très répandues dans la région, en particulier dans les champs où l'on semait du seigle. Les gens ont immédiatement commencé à appeler la nouvelle mine Minas da Panasqueira.

### Période préindustrielle
Les galeries de Vale da Ermida, Fontes Casinhas et Courelas sont associées à l'exploitation de l'étain, bien que cette période soit peu documentée. Il existe des traces d'exploitation alluviale d'étain dans la région de S. Jorge da Beira, attribuées à la période romaine.

### La découverte
À la fin du XIXe siècle, la région était couverte d'épaisses forêts de bruyères, de genêts, d'arbousiers et de pins, qui servaient à produire du charbon de bois vendu à Fundão et à Covilhã. L'un de ces charbonniers, connu sous le nom de O Pescão de Casegas, a trouvé une pierre noire brillante et l'a apportée à Manuel dos Santos, de la paroisse de Barroca do Zêzere. Après avoir visité le site, Manuel dos Santos s'est rendu à Lisbonne où il a demandé au professeur Silva Pinto d'examiner l'endroit où l'échantillon avait été trouvé. À son retour, Manuel dos Santos achète le terrain et commence à exploiter le tungstène. L'exploitation se fait à la main et est complétée par du minerai que des bergers ramassent ailleurs et vendent à Manuel dos Santos.
Lorsque M. Silva Pinto arrive sur les lieux, voyant l'abondance de wolframite, il achète à Manuel dos Santos tout le minerai collecté et le terrain, puis effectue le premier enregistrement minier au nom de Firma Almeida Silva Pinto e Comandita. Il est publié le 25 novembre 1898.
Les travaux se poursuivent à plus grande échelle avec l'exploitation de filons affleurants et d'une usine de lavage des mains très rudimentaire employant au total près de 100 personnes.
Plus tard, le registre a été vendu au banquier Henrique Burnay, 1er comte de Burnay. L'exploration a pris de l'ampleur avec la préparation de certains filons et l'expansion des installations de surface.
En 1901, la concession est louée à une société anglaise pour une courte période. Plus tard, la première station de lavage mécanique à vapeur est mise en place. Les premières galeries (no 10 et no 13) datent de cette époque. Il n'existe pas de registre de production, mais un registre d'expédition daté du 25 novembre 1909 fait état de 41 tonnes de concentré de tungstène, une quantité remarquable pour une exploitation de l'époque. Dès lors, on peut identifier des périodes bien définies dans l'histoire des mines de Panasqueira :

### 1911-1928 Wolfram Mining and Smelting[2]
Le 15 juillet 1911, la société est vendue à The Wolfram Mining and Smelting Company Limited pour 11 concessions et 125 hectares de terrain.
Le mandat de la Wolfram Mining and Smelting Company a été une période de grand développement avec l'ouverture de nombreuses galeries, l'expansion et la modernisation des installations de lavage et l'installation d'un câble aérien de 5,1 km. Il considère la carte du mouvement de 1912 comme représentative d'une année typique à cette époque et note la production annuelle de 277 tonnes de concentré à 65 % de WO3, 1078 mètres de galeries et un total de 244 travailleurs.
Le déclenchement de la Première Guerre mondiale et la hausse du prix du tungstène qui s'ensuit entraînent une augmentation de la production, qui se stabilise pendant cette période autour de 30 tonnes de concentré par mois. L'entreprise emploie directement 800 personnes, auxquelles s'ajoutent environ 200 travailleurs indépendants.
À la fin de la Première Guerre mondiale (1918-1919), la chute des prix entraîne une paralysie de la production et la réduction de l'effectif à 100 travailleurs occupés à des tâches annexes.
De 1920 à 1923, il y a une période d'exploitation intense, suivie d'une quasi-paralysie en 1923, d'une réactivation en 1924 et d'une paralysie presque complète en 1926. L'exploitation de l'étain a commencé à cette époque, d'abord à Fontes Casinhas, puis ailleurs.

### 1928-1973 Beralt Tin and Wolfram Limited
Avec l'arrivée de nouveaux actionnaires, la société change de nom en 1928 et entame de grands travaux tels qu'un nouveau câble aérien et une grande station de lavage sur le fleuve (Cabeço do Pião). La production revient à environ 30 tonnes de concentré par mois. Une nouvelle période de paralysie de la production s'étend de 1931 à 1934. À cette époque, un four de fusion d'étain est installé à Rio.
En 1934, on assiste à une nouvelle remontée des prix du tungstène et, par conséquent, à une augmentation de l'activité dans les trois principales zones d'exploration de la concession (Panasqueira, Barroca Grande et Rio). Ce cycle, associé à la Seconde Guerre mondiale, est remarquable : 750 travailleurs en 1934, 4457 en 1942 et 1040 en 1943. L'usine de Rio atteint une capacité de 300 tonnes par jour et celle de Panasqueira de 1000 tonnes par jour. La production mensuelle de concentrés atteint 300 tonnes, soit plus que le reste du pays réuni. C'est à cette époque que Barroca Grande et Panasqueira sont reliées en souterrain. Au moment de la Seconde Guerre mondiale, Panasqueira était la plus grande mine du pays et l'une des plus grandes mines de tungstène du monde. Le prix du tungstène a chuté de façon spectaculaire à la fin de la Seconde Guerre mondiale, pour remonter en 1950 en raison de la guerre de Corée. Au cours de cette période, l'entreprise a connu une modernisation majeure avec l'introduction de grattoirs et de chargeurs mécaniques. Les mules sont remplacées par des locomotives.  La production de cassitérite est augmentée pour compenser les faibles prix du tungstène. La production de concentrés de cuivre débute en 1962.
De 1957 à 1965, le prix du tungstène a de nouveau chuté, ce qui a entraîné une réduction de la production afin de limiter les coûts. Au cours de cette période, l'entreprise a augmenté sa production d'étain pour compenser la baisse des prix du tungstène. En 1966, une tendance positive se dessine, qui culmine en 1970 et correspond à une période d'expansion. Cependant, peu de temps après, les prix chutent à nouveau brutalement. Au cours de cette période, la production est stockée plutôt que vendue au-dessous du prix de production, mais en raison de la charge financière, il est décidé d'augmenter le capital avec l'entrée de nouveaux actionnaires.

### 1973-1990 Beralt Tin et Wolfram Portugal
La société adopte un nouveau nom en 1973 avec l'entrée de la BNU (Banco Nacional Ultramarino) à hauteur de 20 % du capital. Les stocks de la mine ont été vendus en 1974 lorsque le prix est devenu plus favorable. À partir de 1974, le coût de la main-d'œuvre a considérablement augmenté, ce qui a accéléré la mécanisation des opérations souterraines. Au cours des années 1970, diverses alternatives d'approfondissement de la mine sont étudiées et le niveau 2 est ouvert et extrait par un puits incliné qui est mis en service en 1982. À partir de 1983, le prix a recommencé à baisser et Charter Consolidated, qui détenait 80 % des actions, a vendu sa participation à Minorco en 1990.

### 1990-1993 Minorco
En 1993, quelques années de bas prix du tungstène ont conduit Minorco à demander à la Direction Générale des Mines la fermeture de la mine et à présenter une demande d'autorisation de vente de la station de lavage à la ferraille et de déconnexion des eaux usées du niveau 3. Face à la réponse de la Direction générale des mines selon laquelle les actions demandées ne pourraient avoir lieu qu'une fois les conditions de fermeture de la mine établies (période d'entretien des deux stations d'épuration de la mine et programme de contrôle de la qualité de l'eau du ruisseau Bodelhão et de la rivière Zêzere), Minorco a décidé de vendre l'entreprise à Avocet Mining.

### 1993-2004 Avocet Mining
La première période d'Avocet a connu des transformations majeures, à savoir la réouverture de la mine en janvier 1994, le transfert de Lavaria do Rio à Barroca Grande, la poursuite de l'ouverture du niveau 3 et la construction d'un puits d'extraction entre les niveaux 2 et 3, dont l'exploitation a débuté en 1998.
La dernière période de gestion d'Avocet a été marquée par de grandes difficultés économiques dues aux prix extrêmement bas et persistants du tungstène et à la dégradation de la capacité de production de la mine qui, combinée à la résiliation, le 31 décembre 2003, des contrats avec les clients qui garantissaient la vente de la production à un prix supérieur à celui du marché, a conduit la société à notifier à la Direction générale des mines la fermeture de la mine à compter du 1er janvier 2004. À la suite de négociations, et compte tenu des attentes fondées d'une augmentation des prix dans les six mois, l'État, par l'intermédiaire du Fonds de garantie des salaires, a garanti le paiement des salaires des travailleurs entre mars et août 2004, ce qui a créé les conditions nécessaires à la reprise de la mine par Almonty.

### 2004-2007 Almonty
De mai 2004 à octobre 2007, le groupe américain Almonty a géré les mines par l'intermédiaire de sa filiale Primary Metals. Cela correspond à une période de restauration de la capacité de production des mines et de reprise de la production de niveau 2.

### 2007-2016 Sojitz Corporation
La société japonaise Sojitz Corporation a acquis Minas da Panasqueira en octobre 2007 et l'a revendue à Almonty en janvier 2016. Au cours de cette période, la société a changé de nom pour devenir Sojitz Beralt Tin and Wolfram Portugal. Des travaux d'exploration ont été menés dans une très grande partie de la mine, en revenant à des niveaux précédemment abandonnés, les niveaux 1 et 0. Des travaux de prospection minière ont été menés pour identifier des réserves supplémentaires à l'intérieur et autour de la concession minière. Les résidus de l'ancienne mine Aldeia da Panasqueira ont également été explorés et se sont avérés contenir des niveaux intéressants de wolfram. En 2008, la partie de la concession située au sud de la rivière Zêzere a été désannexée, laissant la gestion des anciennes infrastructures entre les mains du conseil municipal de Fundão, bien que la société minière reste responsable de la surveillance de l'eau de la rivière Zêzere et du contrôle des écoulements acides.

### De 2016 à aujourd'hui
Almonty IndustriesAlmonty Industries est l'actuel propriétaire de Minas da Panasqueira. Elle a acquis Minas da Panasqueira le 6 janvier 2016, en lui redonnant le nom de Beralt Tin and Wolfram. Au cours de cette période, l'exploration s'est poursuivie dans une zone assez vaste de la mine entre les niveaux 0 et 3, et a repris dans une ancienne zone riche en étain dans la partie nord du niveau 2, connue sous le nom de Panasqueira Deep. La possibilité de récupérer différents métaux contenus dans les barrages de boues est actuellement à l'étude, notamment le tungstène, l'étain et le cuivre.